# توشيكي ناكامورا
توشيكي ناكامورا (باليابانية: 中村 俊貴) (17 مايو 1993 في كاناغاوا في اليابان – )؛ هو لاعب كرة قدم سابق كان يلعب كمدافع.

## وصلات خارجية
- توشيكي ناكامورا على موقع رابطة كرة القدم اليابانية للمحترفين (اليابانية)
- توشيكي ناكامورا على موقع Soccerway.com (الإنجليزية)